# Sabacon pygmaeus
Espèce
Sabacon pygmaeus est une espèce d'opilions dyspnois de la famille des Sabaconidae.

## Distribution
Cette espèce est endémique du Japon. Elle se rencontre sur Shikoku, sur Kyūshū et dans le Sud de Honshū.

## Description
Les mâles mesurent de 1,7 à 2,0 mm et les femelles de 2,0 à 3,0 mm.

## Systématique et taxinomie
Cette espèce a été décrite par Miyoshi en 1942.

## Étymologie
Son nom d'espèce lui a été donné en référence à sa taille.

## Publication originale
- Miyoshi, 1942 : « Eine neue Art von Sabacon aus Japan. » Dobutsugaku Zasshi - Zoological Society of Japan, vol. 54, no 4, p. 165–166.